# Advogado-geral
O Advogado-geral é um agente público responsável pela estratégia do Poder Público em casos judiciais nos quais seja parte. Para esse fim, existe uma equipe de advogados públicos, sob comando do advogado-geral. As atribuições precisas do advogado-geral variam em cada jurisdição.

## Brasil
No Brasil, o advogado-geral da União atua nos casos que envolvem a União no Supremo Tribunal Federal  . Os estados também têm, cada um, suas advocacias.

## Estados Unidos
O cargo de advogado-geral da União, nos Estados Unidos, corresponde aproximadamente ao cargo de United States Attorney General, bem como ao United States Solicitor General. Os estados americanos possuem advocacias estaduais.